# Károli Gáspár Irodalmi Társaság
Károli Gáspár Irodalmi Társaság (KGIT, 1929—c. 1934) a református írók, tudósok és művészek tömörítésére, a tudományos, történelmi és teológiai irodalom fellendítésére alakult társaság. Megalakítását 1929 szeptemberében a bibliafordító Károli Gáspár születésének 400. évfordulóján rendezett nagykárolyi ünnepségeken határozták el, az alakuló közgyűlést 1931 októberében Nagyváradon tartották. Működéséről 1934-ig vannak adataink.

## Története
A közel 600 tagot számláló Károli Gáspár Irodalmi Társaság elnökévé Makkai Sándort és Thury Kálmánt, alelnökké Vásárhelyi János református lelkészt és Nagy Sándor ügyvédet, főtitkárrá Maksay Albertet, titkárrrá pedig Jancsó Elemért választották.
A rendes tagok mellett 40 választott tagja volt, akik létrehozták a zártkörű, kolozsvári székhelyű Irodalmi, Tudományos és Művészeti Osztályt. Ennek többek közt Bánffy Miklós, Barabás Samu, Berde Amál, Berde Mária, Csutak Vilmos, Csűry Bálint, Gruzda János, Illyés Géza, Imre Lajos, Kecskeméthy István, Kemény János, Kós Károly, Kovács Dezső, Musnai László, id. Nagy Géza, Tavaszy Sándor voltak tagjai, elnökéül Kristóf Györgyöt, előadójául Gönczy Lajost választották. Céljai közt szerepelt felolvasó- és vándorgyűlések, kiállítások szervezése, népkönyvtárak létrehozása, valamint egy önálló folyóirat, tudományos könyvek és adattárak megjelentetése.
A tervekből keveset sikerült megvalósítani. A Károli Gáspár Irodalmi Társaság Házi Kincstára sorozat 1. számaként kiadták Vásárhelyi János A család élete c. tanácsadó könyvét (Kolozsvár,  1932), a Károli Gáspár Irodalmi Társaság Tudományos Könyvtára sorozat 1. köteteként pedig Nagy Géza szerkesztésében a hatvanhárom 18. századi levelet tartalmazó Külföldön bujdosó erdélyi diákok levelezése c. adattárat (Kolozsvár, 1933). A Károli Gáspár Irodalmi Társaság 1932-ben Kolozsvárt rendezett kiállításán jelentkezett először és tűnt fel Gy. Szabó Béla.